# Oribatula lanceolata
Oribatula lanceolata är en kvalsterart som först beskrevs av Grobler, Bayram och Cobanoglu 2004.  Oribatula lanceolata ingår i släktet Oribatula och familjen Oribatulidae. Inga underarter finns listade i Catalogue of Life.